# Bellegarde-Poussieu
Bellegarde-Poussieu – miejscowość i gmina we Francji, w regionie Owernia-Rodan-Alpy, w departamencie Isère.
Według danych na rok 1990 gminę zamieszkiwało 699 osób, a gęstość zaludnienia wynosiła 42 osób/km² (wśród 2880 gmin regionu Rodan-Alpy Bellegarde-Poussieu plasuje się na 982. miejscu pod względem liczby ludności, natomiast pod względem powierzchni na miejscu 671.).